# Питирим (Творогов)
Епи́скоп Питири́м (в миру Константи́н Ви́кторович Творогов; род. 7 июня 1967, Загорск, Московская область) — архиерей Русской православной церкви, епископ Скопинский и Шацкий, управляющий Скопинской епархией c 25 августа 2020 года.

## Биография

### До архиерейства
Родился 7 июня 1967 года в городе Загорске (ныне город Сергиев Посад) в семье служащих.
В 1984 году окончил загорскую среднюю школу № 11 и поступил в Московский областной педагогический институт на факультет русского языка и литературы. После первого курса института был призван в ряды Вооружённых сил. Службу проходил в Монголии. В 1991 году окончил педагогический институт. Работал учителем русского языка и литературы в старших классах Сергиево-Посадской средней школы № 19.
В 1997 году служил алтарником и чтецом в храме Живоначальной Троицы на Пятницком кладбище в Москве. С ноября 1999 по июнь 2000 года был трудником в Троицком монастыре Святых Праотцев в городе Хевроне.
В 2000 году поступил в Московскую духовную семинарию, которую окончил в 2004 году. По окончании семинарии поступил в Московскую духовную академию (МДА). Будучи послушником при академии, в течение трёх лет нёс послушание в тюремном отделе, отвечая на письма заключённых, собирая им посылки и посещая тюрьмы.
22 апреля 2005 года в Троицком соборе Троице-Сергиевой лавры ректором Московской духовной академии архиепископом Верейским Евгением (Решетниковым) был пострижен в монашество с именем Питирим.
11 сентября 2005 года рукоположён в иеродиакона.
С 2005 года нёс послушание референта ректора Московских духовных школ архиепископа Верейского Евгения (Решетникова).
12 марта 2006 года в Покровском академическом храме Троице-Сергиевой лавры, будучи студентом II курса МДА, был рукоположён в сан иеромонаха.
В течение шести лет по воскресным и праздничным дням служил литургию в Покровском академическом храме, а также нёс послушание в приходском храме, приписанном к Покровскому Хотькову женскому монастырю в деревне Каменки Сергиево-Посадского района Московской области.
В 2007 году окончил МДА.
С 2008 года является преподавателем гомилетики в МДА.
20 апреля 2008 года удостоен права ношения набедренника.
В 2009/10 учебном году преподавал в МДА русский язык для иностранцев.
С 2011 года преподавал гомилетику в Православном Свято-Тихоновском гуманитарном университете.
Принимал активное участие в работе миссионерского отдела МДА. Выступал с докладами на Рождественских чтениях и на Всемирном русском народном соборе. Участвовал в организации студенческих конференций в рамках проекта издательского совета Русской православной церкви по изданию полного собрания творений святителя Феофана Затворника.
23 января 2012 года распоряжением патриарха Кирилла определён в состав коллегии издательского совета Русской православной церкви по рецензированию и экспертной оценке на 2012—2013 годы.

### Архиерейство
26 июля 2012 года решением Священного синода Русской православной церкви избран епископом Душанбинским и Таджикистанским.
29 июля 2012 года управляющий делами Московской патриархии митрополит Саранский и Мордовский Варсонофий (Судаков) в домовом храме Всех святых, в Земле Российской просиявших, Патриаршей резиденции в Даниловом монастыре возвёл иеромонаха Питирима в сан архимандрита.
31 июля 2012 года в крестовом храме в честь Владимирской иконы Божией Матери рабочей Патриаршей резиденции в Чистом переулке наречён во епископа Душанбинского и Таджикистанского. Чин наречения возглавил патриарх Московский и всея Руси Кирилл.
1 августа 2012 года, в день памяти преподобного Серафима Саровского, в Свято-Троицком Серафимо-Дивеевском монастыре рукоположён во епископа. Хиротонию совершили патриарх Московский и всея Руси Кирилл, митрополиты Ташкентский и Узбекистанский Викентий (Морарь), Саранский и Мордовский Варсонофий (Судаков), Чебоксарский и Чувашский Варнава (Кедров), Казанский и Татарстанский Анастасий (Меткин), Самарский и Сызранский Сергий (Полеткин), Иваново-Вознесенский и Вичугский Иосиф (Македонов), Нижегородский и Арзамасский Георгий (Данилов), Саратовский и Вольский Лонгин (Талыпин), архиепископы Симбирский и Новоспасский Прокл (Хазов), Курский и Рыльский Герман (Моралин), Йошкар-Олинский и Марийский Иоанн (Тимофеев), Верейский Евгений (Решетников), Челябинский и Златоустовский Феофан (Ашурков), епископы Костанайский и Рудненский Анатолий (Аксёнов), Пензенский и Нижнеломовский Вениамин (Зарицкий), Кемеровский и Прокопьевский Аристарх (Смирнов), Солнечногорский Сергий (Чашин), Нарвский и Причудский Лазарь (Гуркин), Краснослободский и Темниковский Климент (Родайкин), Рузаевский Илия (Быков), Бузулукский и Сорочинский Алексий (Антипов), Городецкий и Ветлужский Августин (Анисимов), Выксунский и Павловский Варнава (Баранов). 2 августа 2012 года прибыл к месту служения.
1 февраля 2017 года решением Священного синода включён в состав созданного тогда же организационного комитета по реализации программы общецерковных мероприятий к 100-летию начала эпохи гонений на Русскую православную церковь.
В 2017 году он так описал своё служение в Таджикистане: «Самая большая наша нужда — это кадры. У нас нет регента даже архиерейского хора, не говоря уже про все остальные. Никто в Таджикистан ехать не хочет. Прошли времена энтузиастов-бессребреников. Посулами о великой награде в Царстве Небесном современного человека на подвиг служения Богу не призовёшь. А ведь это не высокие слова — это действительно так — самая большая награда там, где самая большая нужда. Мне нужны священники-монахи, пономари, певчие; повара даже нет, который мог бы готовить пищу в соответствии с нашими православными традициями — постами и праздниками. Ну и, конечно, любая финансовая помощь нам крайне необходима, как на развитие просветительской деятельности, так и на социальное служение».
30 августа 2019 года решением Священного синода назначен ректором Московской духовной академии с освобождением от управления Душанбинской епархией и назначением епископом Звенигородским, викарием патриарха Московского и всея Руси.
26 декабря 2019 года решением Священного синода включён в состав Межсоборного присутствия.
13 апреля 2021 года Священным синодом утверждён священноархимандритом Свято-Духова монастыря города Скопина Рязанской области.
18 апреля 2022 года на заседании Объединённого диссертационного совета по научной специальности теология на базе ОЦАД, Московского государственного университета им. М. В. Ломоносова, Российской академии народного хозяйства и государственной службы при Президенте Российской Федерации и Православного Свято-Тихоновского гуманитарного университета защитил кандидатскую диссертацию «Гомилетическое наследие святителя Феофана, затворника Вышенского» (научный руководитель — игумен Серапион (Митько)).

## Взгляды
В 2022 году поддержал вторжение России на Украину, заявив что «Господь кого любит, того и наказывает. И вот сейчас Господь, любя Украину, наказывает ее. … Русские — это просто орудие Божие, как ремень, которым отец наказывает ребенка. И глупые дети гневаются на ремень». В июле 2022 года, как «поддержавший агрессию России против Украины», был внесён ФБК в список разжигателей войны, состоящий из лиц, которые «используют свои религиозные организации для пропаганды агрессии и массового убийства», с предложением введения против него международных санкций.

## Публикации
- Проблемы современного воспитания и образования в контексте жития преподобного и богоносного отца нашего Сергия, игумена Радонежского // Феофановские чтения. Богословское и педагогическое наследие святителя Феофана в аспекте современного пастырского и миссионерского служения : сб. науч. статей / Ред. В. В. Каширина. — Рязань : Рязанский государственный ун-т им. С. А. Есенина, 2010. — С. 60-71
- Антиномия неотмiрности христианской проповеди в мiре // Андреевский вестник. 2011. — № 20. — С. 68-72
- Некоторые аспекты антропологии святителя Феофана Затворника // Феофановские чтения : сб. науч. статей. Вып. V / Ред. В. В. Каширина. — Рязань : Рязанский государственный ун-т им. С. А. Есенина, 2012 — С. 144—151
- Слова и речи : сборник. — М. : Кругъ, 2013. — 164 с. — ISBN 978-5-7396-0249-7.
- Истоки гомилетического искусства святителя Феофана, Затворника Вышенского // Богословский вестник. 2019. — Т. 35. — С. 157—169
- Эпистолярное наследие святителя Феофана в свете гомилетической традиции // Богословский вестник. 2019. — № 4 (35). — С. 186—195
- Духовно-просветитель-ские труды святителя Феофана на Владмирской кафедре. «Владимирские епархиальные ведомости» // Богословский вестник. 2020. — № 1 (36). — С. 168—178
- Черты аскетической проповеди в эпистолярном наследии святителя Феофана // Феофановские чтения : сб. науч. ст. / под ред. д-ра филол. наук В. В. Кашириной. — Рязань : Ряз. гос. ун-т им. С. А. Есенина, 2021. — Вып. 14. — 236 с. — C. 9-15
- Три слова святителя Феофана Затворника на Пятидесятницу. Эволюция проповеднического мастерства — от академической сложности к евангельской простоте // Феофановские чтения : сб. науч. ст. / под ред. д-ра филол. наук В. В. Кашириной. — Рязань : Ряз. гос. ун-т им. С. А. Есенина, 2021. — Вып. 14. — 236 с. — C. 180—185